# Paculla cameronensis
Espèce
Paculla cameronensis est une espèce d'araignées aranéomorphes de la famille des Pacullidae.

## Distribution
Cette espèce est endémique de Malaisie péninsulaire,.

## Description
Le mâle holotype mesure 4,17 mm.

## Étymologie
Son nom d'espèce, composé de cameron et du suffixe latin -ensis, « qui vit dans, qui habite », lui a été donné en référence au lieu de sa découverte, les Cameron Highlands.

## Publication originale
- Shear, 1978 : Taxonomic notes on the armored spiders of the families Tetrablemmidae and Pacullidae. American Museum novitates, no 2650, p. 1-46 (texte intégral).